# Mourning Sun
Mourning Sun – czwarty oficjalny studyjny album Fields of the Nephilim, wydany w 2005 roku. Z oryginalnego składu zespołu pozostał tylko Carl McCoy. Dane pozostałych muzyków, biorących udział w nagraniu tej płyty, zostały pominięte.
Płyta ma zdecydowanie bardziej ostre i patetyczne brzmienie, ale utrzymana jest w duchu poprzednich albumów. W edycji limitowanej (w czarnym pudełku i kartonowej obwolucie) znalazł się dodatkowy utwór In the year 2525. Jest to przeróbka przeboju duetu Zager & Evans z 1969 roku.
Zawartość:
1. Shroud (exordium) (5:42)
2. Straight to the light (6:24)
3. New gold dawn (7:58)
4. Requiem XIII-33 (Le veilleur silencieux) (7:21)
5. Xiberia (seasons in the ice cage) (7:33)
6. She (9:25)
7. Mourning sun (10:34)
8. In the year 2525 – bonus (9:28)